# Biłgoraj pierogi
Biłgoraj pierogi (tiếng Ba Lan: Pieróg biłgorajski, piróg biłgorajski, krupniak) - món ăn truyền thống của Ba Lan, có nguồn gốc từ Vùng Biłgoraj, trước đây nó là món ăn được chuẩn bị cho các lễ kỷ niệm và ngày lễ quan trọng.
Pieróg biłgorajski là một món nướng có nguyên liệu từ khoai tây nấu chín, quark và các hạt kiều mạch nấu chín (kasha) . Các thành phần khác là: trứng, śmietana (kem chua), thịt mỡ hoặc mỡ heo, bạc hà (tươi hoặc khô) và gia vị (muối, hạt tiêu đen). Bột nhào được tạo thành hình chữ nhật hoặc hình tròn và nướng trong lò. Tùy theo sở thích, pieróg biłgorajski có thể được gấp lại trong một lớp mỏng bột men làm từ men . Kết cấu của pierog (số ít) là cứng, dễ vỡ hoặc vỡ vụn, với vẻ ngoài của nó giống như của pa tê mới nấu chín. Có thể được phục vụ nóng hoặc lạnh, với mietana (kem chua), sữa hoặc bơ..
Một món ăn Ba Lan có hương vị tương tự là kaszak, thực tế là một cuộn bánh mì được ngâm với Biłgoraj pierogi.
Kể từ ngày 4 tháng 10 năm 2005, Biłgoraj pierogi được vinh hạnh liệt kê trong Danh sách các sản phẩm truyền thống của Bộ Nông nghiệp và Phát triển nông thôn Ba Lan.